# Jef De Brock
Jef De Brock (Oostende, 13 april 1880 – aldaar, 30 oktober 1960) was een Belgische kunstschilder.

## Levensloop
Zijn vroegste tekenopleiding kreeg hij aan de “Ecole Industrielle” in Oostende. Daar lag de nadruk op de meer technische en praktische aspecten : technisch tekenen i.v.m. bouwkunde, machines en scheepsbouw, ornamenttekenen, hout- en marmerimitatie. Daarnaast werden ook de vakken meetkunde, algebra, economie, boekhouden, fysica en mechanica gegeven.  Jef De Brock werd ambtenaar in dienst bij "Bruggen & Wegen". Zijn tekenkundige begaafdheid zal hier zeker van pas zijn gekomen. Hij herstelde nooit volledig van een werkongeval op een werf.
Hij volgde ook een tijdlang de leergangen aan de Academie in Brugge. Daar kreeg talent uit Brugge en uit de provincie een opleiding van niveau door vakkundige mensen zoals Flori Van Acker (1858-1940),  Edmond Van Hove (1851-1912), Charles Rousseau (1862-1916) en Emile Rommelaere (1873-1961).
Op 5 november 1908 was hij medestichter en secretaris van de “Cercle Artistique d'Ostende”. Deze kunstkring werd gesticht ten huize van kunstschilder Jan De Clerck in de Edith Cavellstraat. Naast Jef De Brock en Jan De Clerck telde de kring onder meer volgende leden : Eugène-Achille Gerbosch, Louis Boel, Pieter-Nikolaas Boel, Michel Van Cuyck, Octave Van Cuyck, marineschilder Louis Royon, Maurice Desforges, beeldhouwer Karel De Kesel, de nog jonge beeldhouwer Oscar De Clerck en twee dames : Lucie Royon en Madeleine De Pape. De vereniging was ontstaan uit onvrede wegens gebrek aan publieke belangstelling en aan treffelijke tentoonstellingsmogelijkheden. De actie van de "Cercle" resulteerde in jaarlijkse groepsexposities in het Kursaal en later in de Koninklijke Gaanderijen (met onderbrekingen tijdens beide Wereldoorlogen). 
De Brock huwde een eerste keer met Mélanie Naert. Ze hadden een zoon Raoul. Tijdens de Eerste Wereldoorlog vluchtte Jef De Brock met vrouw en kind naar Engeland. Hij kwam er terecht in Leicester in de East Midlands. Zijn adres was er Tennyson Street 38.  Tijdens dit verblijf volgde hij artistieke opleiding aan  het Royal Institute of Fine Arts in Leicester. Maar De Brock woonde te ver weg van London om écht deelachtig te zijn in het Belgisch kunstleven dat zich er stilaan organiseerde.  Naar het einde van de oorlog toe verhuisde hij om nog onduidelijke redenen naar Le Havre, Rue Césaire Oursel 29. In Le Havre (St. Adresse) was de Belgische regering in ballingschap gevestigd. Vermoedelijk verhuisde hij om contact te kunnen hebben met Franse kunstenaars.
In 1924 begon hij met zijn vrouw de uitbating van een fotozaak "Photo Moderne" in de Adolf Buylstraat 49 in Oostende. Artistieke en industriële fotografie, studiofoto's, vergrotingen, fotografieartikelen  van voornamelijk de merken Kodak en Agfa Gevaert. Maar je kon er ook terecht voor sanguinetekeningen en getekende portretten. De fotozaak hield hij open tot in januari 1949.  
Ook kwam de persoon van Ernestine Decerf (°Oostende, 1905) nu in zijn leven: dat was in 1925 toen ze als jonge winkeldochter in de fotozaak aanvaard werd. Al gauw werd ze in de intimiteit van het gezin opgenomen en fungeerde ook als gezelschapsdame voor Jefs zwaar depressieve echtgenote. Ze nam ook een deel van de zorg voor Raoul op zich. Mélanie en Raoul moeten al voor mei 1940 overleden zijn.
Jef De Brock was een tijdlang docent aan de Oostendse kunstacademie die in 1934 een nieuwe start nam.  Alfons Blomme werd de directeur. Hij was uit Roeselare en had een verblijf in De Haan. De Vrije Academie ging van start op 1 oktober 1934. Tot het lerarenkorps behoorden behalve Jef De Brock ook nog Gustaaf Sorel, Antoine Schyrgens, Daan Thulliez, Michel Poppe, Jef Verbrugge en Dora Rommelaere. De Academie vond onderdak in de Noorse Stallingen. Leerlingen van de Academie in die late interbellumjaren waren oa. : Raymond Art, Johan Baks, Raymond Béclard, Jan Becu, Gustaaf Broux, Roger Corveleyn, Robert De Hollander, Claire Dorchain, Jenny Dufait, Sibylle Ferabolie, Albert Hagers, Guillaume Hodeige, Margot Knockaert, Jan Maes, Jo Maes, Albert Nyssen, Gust Plovie, Mimi Seys,  Henriette Verknocke, NN. Vertriest en  Alfons Zeebroek. Met het uitbreken van de Tweede Wereldoorlog kwam een einde aan de leergangen.
Op de vlucht voor de bezetter in mei 1940, diep in Frankrijk beland samen met Ernestine Decerf, huwde hij haar op 8 juni 1940 in Limoges in een tweede huwelijk. Het paar moet al voor het einde van de Tweede Wereldoorlog in Oostende terug geweest zijn.  
In 1946 adopteerden Jef en Ernestine een meisje, Nicole.
N.a.v. de viering van het 50-jarig bestaan van de Oostendse kunstkring in 1957 werden vier overblijvende stichtende leden ontvangen ten stadhuize (toen nog in het gerechtshof) en in de 
bloemetjes gezet : naast Jef De Brock waren dat Pieter-Nikolas Boel, Louis Royon en Jan De Clerck.  In feite was ook Oscar De Clerck nog in leven maar die woonde in het Brusselse (Sint-Stevens-Woluwe) en was vervreemd geraakt van de kring. De werking van de Kunstkring liep toen overigens op haar einde.
De Brock woonde Prinses Clementinaplein, later Adolf Buylstraat 49 waar hij zijn fotozaak had, daarna Graaf de Smet de Naeyerlaan 39 en ten slotte in de nieuwe woonwijk "Cité Edebau", Gelukkige Haardstraat 38.
Hij overleed na ziekte in Oostende op 30 oktober 1960 en werd begraven op begraafplaats Stuiverstraat. Ernestine overleefde hem meer dan dertig jaar en stierf op 20 mei 1992.

## Zijn schilderkunst
De Brock schilderde voornamelijk landschappen, marines, stranden, Oostendse havenzichten, vissers, Brugse gezichten en enkele stillevens. 
Hij nam in 1931 deel aan een groepstentoonstelling in de galerie "Studio" gelegen aan de Adolf Buylstraat. De tentoonstelling had als titel "Marines" en toonde naast drie werken van De Brock verder werk van James Ensor, Door Boerewaard, Carol Deutsch, Oscar Cornu, Armand Delwaide, Leonard De Selliers, J. Genot, Felix Labisse, Léon Spilliaert, Louisa Seghers, Maurice Seghers, Edmund Templer, Gustave Van Heste en Willem Van Hecke. 
In opdracht van de stad Oostende schilderde hij een reeks van 8 didactische taferelen met voorstellingen van de diverse visserijtechnieken. Ze dienden om te tonen tijdens de Wereldtentoonstelling 1930 in Antwerpen. Tijdens het interbellum ontwierp hij ook diverse affiches voor Oostendse festiviteiten. 
Hij was ook medeontwerper van de Bloemencorso 1933, opnieuw een bloemenrijke praalstoet.
Een nieuwe opdracht kwam er voor de Wereldtentoonstelling 1935 in Brussel: een groot panoramisch schilderij met zicht op de Zeedijk en het strand, gaande van de Oosteroever over Oostende tot Mariakerke.
In de paasperiode '36, in april, organiseerde de Cercle Coecilia, een filantropische kring die ook het Bal du Rat Mort organiseert,  een tentoonstelling in hun lokalen op het Wapenplein.  Er werden daar slechts af en toe exposities georganiseerd. In 1934 was Alfons Blomme te gast. In 1936 waren het Jef De Brock, Gustaaf Sorel, René Hansoul en Michel Poppe. In 1938 Frans Regoudt.
Nog in 1936 werd er een "Groot Kerstsalon" georganiseerd in het "Casino Communal", een groepstentoonstelling van Oostendse kunstenaars: Alfons Blomme, Carlo Bens, Maurice Boel, Ado Carroen, Oscar Cornu, Jef De Brock, K. Devadder, Daniel Devriendt, Claire Dorchain, M. Gitsels, J. Gruwez, Guillaume Hodeige, Margot Knockaert, M. Lauwers, H. Levecque, Gusto Leys, Michael (de fotograaf), E. Meulders, F. Ollivier, J. Patfoort, E. Pauwels, Antoine Schyrgens en Gustaaf Sorel.
Voor de decoratie van het -opvallend modern ogende- Oostends paviljoen op de "Exposition Internationale de L'Eau" in 1939 in Luik werd onder meer op Jef De Brock en René Hansoul beroep gedaan. Deze tentoonstelling op de oevers van de Maas kwam er om de opening van het Albertkanaal luister bij te zetten. De ouverture was op 20 mei 1939 en de sluiting was voorzien in november. Maar de oorlogsdreiging die na de Duitse inval in Polen door Europa waarde, én de onvoorziene explosie van een uit militaire voorzorg van explosieven voorziene brug die naar het tentoonstellingsdomein leidde, noopten tot sluiten op 2 september.  
In 1949 ontwierp De Brock samen met Emile Bulcke de praalstoet "De muziek door de eeuwen heen" n.a.v. het honderdjarig bestaan van het Conservatorium: concept, kostuums en praalwagens. De stoet ging uit op 15 augustus. Aan de praalstoet van 1950, de "Bloemenstoet", verleenden ze ook hun medewerking.

## Tentoonstellingen
- 1910, 4° Salon Cercle Artistique d'Ostende  (Kursaal) : "Le vieux bachot", "Dernière lueur" (2 pastels)
- 1911, Salon Cercle Artistique d'Ostende (“Le Drift à Breedene”, “Vieilles maisons à Ostende”)
- 1913, Salon Cercle Artistique d'Ostende (“L'épave”, “Impressions de plage”, “Marine”, “Barque de   pêche échouée", “Sur un brise-lame”)
- 1914, Salon Cercle Artistique d'Ostende
- 1931, Oostende, Studio (groepstentoonstelling "Marines")
- 1933, Oostende, Kursaal
- 1936, Oostende, Cercle Coecilia
- 1936, Oostende, Schouwburg, Groot Kerstsalon (groepstentoonstelling)
- 1950, Oostende, Casino Communal (met Gustaaf Sorel, Maurice Boel en Bernard Van  Humbeeck)

## Verzamelingen
- Oostende, Mu.ZEE (ex verz. M.S.K.O) (Hamiltonhoeve; Didactische panelen visserijtechnieken; Reeks portretten van mailboten van de lijn Oostende-Dover)
- Oostende, Verzameling Kon. Heem- en Geschiedkundige Kring De Plate ("Fort Napoleon", "Oostende 1640")
- Verzameling Vlaamse Gemeenschap ("Oude sluis te Oostende"; aankoop uit 1932 door de Belgische Staat).